# (1748) Mauderli
(1748) Mauderli – planetoida należąca do zewnętrznej części pasa głównego planetoid okrążająca Słońce w ciągu 7 lat i 296 dni w średniej odległości 3,93 au. Została odkryta 7 września 1966 roku w Observatorium Zimmerwald w Szwajcarii przez Paula Wilda. Nazwa planetoidy pochodzi od Sigmunda Mauderliego (1876-1962), szwajcarskiego astronoma. Przed nadaniem nazwy planetoida nosiła oznaczenie tymczasowe (1748) 1966 RA.